# Morten Harboe
Morten Harboe, född 28 maj 1929, död 1 april 2021, var en norsk läkare som var professor i immunologi i Oslo. Han invaldes 1989 som utländsk ledamot av Kungliga Vetenskapsakademien.